# Liste von Sakralbauten in Speyer
Die Liste von Sakralbauten in Speyer umfasst die Kirchen, Klöster, Kapellen, Synagogen und Moscheen in der rheinland-pfälzischen Stadt Speyer. Die römisch-katholischen Kirchen gehören zum Dekanat Speyer im Bistum Speyer, die evangelischen zum Kirchenbezirk Speyer der Evangelischen Kirche der Pfalz. Eine weitere Tabelle enthält, gegliedert nach ihrer Lage in der damaligen Stadt, die vor 1689 vorhandenen Kirchen.

## Christentum

### Römisch-katholische Kirchen
| Bild | Inneres | Name                           | Stadtteil / Lage                            | Architekt(en)                                | Bauzeit                      | Anmerkungen / Baustil |
| ---- | ------- | ------------------------------ | ------------------------------------------- | -------------------------------------------- | ---------------------------- | --- |
|      |         | Dom St. Maria und St. Stephan  | Speyer Domplatz (Standort)                  | Franz Ignaz Michael Neumann, Heinrich Hübsch | 1061, 1106, 1778, 1822, 1858 | Größte romanische Kirche in Deutschland und Bischofskirche des Bistums Speyer.                                                                                         |
|      |         | St. Joseph                     | Speyer Gilgenstraße 17 (Standort)           | Ludwig Becker                                | 1914                         | Neugotische Stadtpfarrkirche |
|      |         | St. Bernhard                   | Speyer Hirschgraben 3 (Standort)            | August Josef Peter, Ludwig Ihm               | 1954                         | |
|      |         | St. Otto                       | Speyer Kurt-Schumacher-Straße 39 (Standort) |                                              | 1961                         | |
|      |         | St. Konrad                     | Speyer Heinrich-Lang-Platz (Standort)       | Alois Atzberger                              | 1969                         | |
|      |         | St. Hedwig                     | Speyer Heinrich-Heine-Straße 8 (Standort)   |                                              | 1974                         | |
|      |         | St. German                     | Speyer Am Germansberg 60 (Standort)         |                                              | 1956                         | Kirche des Priesterseminars des Bistums Speyer; Eine Besonderheit ist die englische Orgel der Firma W. G. Vowles (Bristol).                                            |
|      |         | Institut St. Dominikus         | Speyer-West Vincensiusstraße (Standort)     | Rudolf von Perignon                          | 1910                         | |
|      |         | Karmel Maria Mutter der Kirche | Speyer-Süd Am Germansberg (Standort)        |                                              | 1986                         | gehört zum Orden der Unbeschuhten Karmelitinnen, wurde von Karmelitinnen aus dem Karmelitinnenkloster St. Josef in Hauenstein (Pfalz) gegründet                        |
|      |         | Kloster St. Magdalena          | Kernstadt Hasenpfuhlstraße (Standort)       |                                              | 13. Jh., 1700, 1832, 1889    | |
|      |         | St. Ludwig                     | Speyer Korngasse (Standort)                 | August von Voit, Albert Boßlet, Ludwig Ihm   | 1266, 1835, 1935             | Ursprünglich Dominikanerklosterkirche; 1802 säkularisiert; 1834–1956 Kirche des Priesterseminars; 1956–2010 Seminarkirche des Bistumshaus St. Ludwig; 2010 profaniert. |

### Evangelisch-landeskirchliche Kirchengebäude (Protestantische Landeskirche der Pfalz)
| Bild | Inneres | Name                              | Stadtteil / Lage                           | Architekt(en)                        | Bauzeit    | Anmerkungen / Baustil                                                                      |
| ---- | ------- | --------------------------------- | ------------------------------------------ | ------------------------------------ | ---------- | ------------------------------------------------------------------------------------------ |
|      |         | Gedächtniskirche der Protestation | Speyer Martin-Luther-King-Weg 1 (Standort) | Julius Flügge, Carl Nordmann         | 1904       | Repräsentative neugotische Hauptkirche der Protestantischen Landeskirche der Pfalz         |
|      |         | Dreifaltigkeitskirche             | Speyer Große Himmelsgasse 3A (Standort)    | Johann Peter Graber, Heinrich Jester | 1717, 1891 | Barocke Saalkirche; ehemalige lutherische Pfarrkirche der Stadt                            |
|      |         | Heiliggeistkirche                 | Speyer Johannesstraße 6 (Standort)         |                                      | 1702       | Barocke Saalkirche; ehemalige reformierte Pfarrkirche der Stadt                            |
|      |         | Christuskirche                    | Speyer Am Anger 5 (Standort)               | Egon Freyer                          | 1964       | Eine Besonderheit ist die um einen Pfeiler herum gebaute runde (!) Orgel der Firma Ohlert. |
|      |         | Johanneskirche                    | Speyer Theodor-Heuss-Straße 24 (Standort)  | Lothar Heine                         | 1982       |                                                                                            |
|      |         | Auferstehungskirche               | Speyer Am Renngraben 2G (Standort)         | Sander Hofrichter Architekten        | 2002       |                                                                                            |

### Weitere christliche Kirchen
| Bild | Inneres | Name                                 | Konfession     | Stadtteil / Lage                         | Architekt(en)   | Bauzeit    | Anmerkungen / Baustil |
| ---- | ------- | ------------------------------------ | -------------- | ---------------------------------------- | --------------- | ---------- | --------------------- |
|      |         | Neuapostolische Kirche Speyer        | nak.           | Speyer-West Paul-Egell-Straße (Standort) |                 | 1966       |                       |
|      |         | Zionskirche                          | emk.           | Kernstadt Hagedornsgasse 4 (Standort)    | Heinrich Jester | 1890       |                       |
|      |         | Gemeindezentrum Arche                | ev.-freik.     | Speyer-Nord Birkenweg (Standort)         |                 | 1998       |                       |
|      |         | Friedhofskapelle Unserer Lieben Frau | konfessionslos | Kernstadt Hirschgraben (Standort)        |                 | 1516, 1842 |                       |
|      |         | Kapelle des Neuen Friedhofs          | konfessionslos | Speyer-Ost Brunckstraße (Standort)       | Stadtmüller     | 1929       |                       |

## Judentum
| Bild | Name                   | Standort                           | Architekt(en) | Baujahr | Bemerkungen |
| ---- | ---------------------- | ---------------------------------- | ------------- | ------- | ----------- |
|      | Synagoge Beith-Schalom | Kernstadt Am Renngraben (Standort) | Alfred Jacoby | 1       |             |

## Islam
| Bild | Name          | Standort                            | Architekt(en) | Baujahr | Bemerkungen |
| ---- | ------------- | ----------------------------------- | ------------- | ------- | ----------- |
|      | Fatih-Moschee | Speyer-Ost Brunckstraße (Standort), |               | 2011    |             |

## Kirchen und Klöster vor 1689
Bis zur Zerstörung im Pfälzischen Erbfolgekrieg 1689 verfügte Speyer über unzählige Kirchen, Klöster und Kapellen, von denen aber nur wenige wie der Dom erhalten blieben (siehe obige Tabelle). Einzelheiten zu den ehemaligen Klöstern, Kirchen und Kapellen finden sich, gegliedert nach ihrer Lage in der damaligen Stadt, in der folgenden Tabelle.
| Kirche / Kloster / Kapelle                                                  | Gründung                         | Wiederaufbau                         | Vorhandene Reste / Heutige Nutzung | Lage in der damaligen Stadt                                                | Geschichte |
| --------------------------------------------------------------------------- | -------------------------------- | ------------------------------------ | --- | -------------------------------------------------------------------------- | --- |
| Domstift                                                                    | 1030 (laut der Legende)          | nach 1697                            | die Kirche (nach diversen Auf- und Umbauten) und der Ölberg / Kirche: nur selten als Pfarrkirche, oft große Messen wie die Weihe der Chrisamöle und andere besondere Anlässe, Konzerte | innere Stadt (Standort)                                                    | 1030 gegründet durch Konrad II., 1041 Weihe der Krypta, an der Krypta befindet sich die Grablege der Salier, unter Konrads Nachfolgern mehrfach umgebaut, 1689 trotz Zusicherung des französischen Kommandanten im Stadtbrand zerstört und zuvor geplündert, nach Wiederbesiedlung: Ostteil des Langhaus wird mit einer Mauer abgetrennt, Westbau zum Teil abgetragen, der Kreuzgang wird ebenso wie stark zerstörte Kapellen abgebrochen, erneute Plünderung nach Einmarsch der Revolutionsarmee, Dom wird auf Bitten des Bischofs vom geplanten Abriss verschont, nach 1815 Wiederaufbau des restlichen Langhauses mit barocker Westfassade, Ausmalung des Domes unter Ludwig I. von Bayern, Errichtung eines neuromanischen Westwerks und Abnahme der Fresken, Annäherung des Erscheinungsbildes an das des mittelalterlichen Baus, 1981 Aufnahme ins UNESCO-Weltkulturerbe als zweites deutsches Kulturdenkmal, heute größtes romanische Bauwerk der Welt (im Mittelalter war es die heute zerstörte Kirche der Abtei Cluny) |
| Dom – Afrakapelle                                                           | 1106                             | nach 1697                            | fast vollständig (die Einrichtung ging bei verschiedenen Plünderungen und beim Stadtbrand 1689 verloren) / Kapelle | innere Stadt, an der Nordseite des Doms                                    | die Kapelle gehörte zum Domstift und war ab ihrer Fertigstellung 5 Jahre Aufbahrungsort für den gebannten Heinrich IV., beim Wiederaufbau des Domes um ein Joch verlängert (gehörte vorher zum sog. Kleinen Paradies) |
| Dom – St. Emmeranskapelle                                                   | 1050                             | nach 1697                            | fast vollständig (die Einrichtung ging bei den verschiedenen Plünderungen und beim Stadtbrand 1689 verloren) / Taufkapelle | innere Stadt, an der Südseite des Doms                                     | gehörte zum Domstift, Erdgeschoss einer zweigeschossigen Kapelle, in der darüberliegenden Katharinenkapelle lagern heute diverse Reliquien, früher auch die Skizzen zu den Fresken und zeitweise die abgenommenen Fresken selbst |
| St. Nikolaus-Kapelle                                                        | vor 1242                         | nein, blieb Ruine                    | keine, nur der Straßenname Nikolausgasse und der Name Nikolausbrücke (heute Sonnenbrücke) für die unterhalb der Kapelle liegende Brücke über den Speyerbach / – | innere Stadt, am Domstaffelturm (ehemaliger Standort)                      | 1456 Neubau der Kapelle im gotischen Stil, sie lag unmittelbar neben der Bischofspfalz am Domstaffelturm der Stadtmauer, von dort aus führte eine Treppe auf die Nikolausgasse und Nikolausbrücke, Kapelle brannte 1689 ab, 1825 Abbruch der Ruine für die Errichtung der Antikenhalle im Jahr 1826 |
| Jesuitenkollegium                                                           | 1598                             | nach 1697                            | die Gruft, ein Portal, die Schule (Stuhlbrudergasse 5) / ehemalige Schule ist heute ein Wohnhaus | innere Stadt, nördlich des Domes (ehemaliger Standort)                     | 1572 erhielt das bereits bestehende Jesuitenkollegium die St. Nikolaus-Kapelle, 1598 wurde die Kirche mit Wohngebäude neben dem Dom erbaut, wie es auf der sog. Kölner Zeichnung von 1610 zu sehen ist; wurde nach der Zerstörung Speyers 1689 wiederaufgebaut; Die Kirche ging 1773 an die Katholiken über. Das Kolleg und die Kirche wurden am Ende 1793 nach der Eroberung Speyers von Revolutionstruppen geplündert und verwüstet, die Kirche profaniert und die Gebäude verpachtet. Am 4. Februar 1807 wurde auf Anweisung des Präfekten die Kirche für 3150 Franken verkauft und schließlich für die Errichtung der Domherrenhäuser abgerissen. |
| St. Stephanskapelle                                                         | 12. Jahrhundert                  | nach 1697                            | keine / – | innere Stadt (ehemaliger Standort)                                         | 12. Jahrhundert Bau der Kapelle südlich des Domes, möglicherweise in Nachfolge der am Beginn des 11. Jahrhunderts abgerissenen Stephanskirche, an deren Stelle der Dom errichtet wurde, 1220 oder 1321, geht die Kapelle und das zugehörige Spital aus dem Besitz des Germanstifts in den Besitz des Spitalerordens der Deutschherren über 1318 Spital wird letztmals urkundlich erwähnt, Kapelle wird in das Haus der Deutschherren integriert und später Zentrum der Pfarrei „zu St. Stephan im teutschen Hauß“, im 16. Jahrhundert wird das Spitalgebäude von den Deutschherren selbst in die Pfarrkirche St. Stephan verwandelt, im Stadtbrand zerstört, nach 1689 wiederaufgebaut, nach der Revolution wird das Gebäude beschlagnahmt, verpachtet und anschließend verkauft, später Abriss des Gebäudes, 1893/94 Errichtung des Protestantischen Konsistoriums an dieser Stelle |
| Allerheiligenstift                                                          | um 1040                          | nach 1697                            | keine, nur der Straßenname Allerheiligenstraße | innere Stadt, am Schmiedeturm (ehemaliger Standort)                        | um 1040 Gründung des Stifts, romanische Stiftskirche: 50 m lang und 25 m breit mit 35 m hohem Vierungsturm, 14. Jahrhundert gotische Umbauten an der Kirche, während der Französischen Revolution Verwüstung der Kirche, Abbruch der Kirche und Verpachtung des Areals, 1803 Verkauf des Areals zusammen mit der Kirchenruine von St. Peter, die Kirche stand aber nicht wie man vermuten würde direkt an der Allerheiligenstraße, sondern lag an der heutigen Lindenstraße zwischen der Kreuzung St.-German-Straße/Lindenstraße und der Kreuzung Allerheiligenstraße/Lindenstraße |
| Augustinerkloster                                                           | 13. Jahrhundert                  | 1697                                 | Teil des gotischen Kreuzgangs aus dem 15. Jahrhundert, der Straßenname Augustinergasse und der Name Augustinersaal für einen Veranstaltungssaal in der Hauptstelle der Sparkasse Vorderpfalz / – | innere Stadt (ehemaliger Standort)                                         | 1290 Weihe der Kirche, Zerstörung der Anlage durch einen Brand, anschließend Wiederaufbau des Klosters und Weihe 1310, 1583–1689 Kirche wird von Protestanten genutzt, 1689 Zerstörung bei Stadtbrand bis auf den Chor, 1697 bis 1714 Wiederaufbau, 1733–1737 Ausbau zur regelmäßigen Vierflügelanlage, 1793 Säkularisation des Konvents und Verpachtung der Gebäude, 1804 Versteigerung der Gebäude an Privatpersonen, Nutzung als Armenwohnungen, 1855 Stadt erwirbt die Gebäude unter Beibehaltung der Armenwohnungen, 1866–1867 Bau eines Schulgebäudes nach Plänen von Max von Siebert, dafür Abriss der Konventsgebäude mit Ausnahme des Kreuzgangs, 1985 Bau der Hauptstelle der damaligen Kreis- und Stadtsparkasse Speyer (heute Sparkasse Vorderpfalz), der Kreuzgang wird in veränderter Form ein wenig entfernt wiedererrichtet |
| St. Bartholomäus                                                            | 12. Jahrhundert                  | nein, blieb Ruine                    | keine / – | innere Stadt (ehemaliger Standort)                                         | lag auf der Straßeninsel zwischen der heutigen Gutenbergstraße, Wormser Straße und Luzerngasse nahe dem Augustinerkloster, errichtet im 12. Jahrhundert, im 14. Jahrhundert gotisch umgebaut, 1689 zerstört, ging vermutlich beim Wiederaufbau in den Besitz des Domstifts über, um 1800 während der Besetzung Speyers durch französische Truppen abgerissen, anschließende Verpachtung des Areals, 1803 Zwei Verkaufsversuche für das Gelände |
| Dominikanerkloster                                                          | 1260                             | nach 1697                            | Chor der Kirche / noch Seminarkirche St. Ludwig | innere Stadt (ehemaliger Standort)                                         | 1260 oder 1265 kamen die Dominikaner auf Veranlassung von Papst Alexander IV nach Speyer, 1308 Konvent fertig gestellt, Konvent wurde nach der Zerstörung im Stadtbrand von 1689 wiederaufgebaut, wobei man aber bei der Kirche auf das Langhaus verzichtete und nur den Chor wiedererrichtet, 1794 Beschädigung durch Revolutionstruppen und die Mönche verlassen das Kloster, 1804 Aufhebung des Konvents und Versteigerung der Gebäude, Kirche dient zeitweise als Gaststätte, 1830 Bistum kauft Gebäude, Kirche erhält Patrozinium St. Ludwig, Umbau zum Priesterseminar, 1839 bis 1995 Bischöfliches Konvikt, ab 1990 diözesanes Tagungszentrum, 2010 Schließung wegen notwendiger Sanierung, 2014 möglicher Verkauf wegen zu hoher Sanierungskosten |
| Franziskanerkloster                                                         | nach 1221                        | nach 1697                            | keine, nur der Name Mönchsgasse erinnert daran, dass hier einst ein Kloster stand / – | innere Stadt (ehemaliger Standort)                                         | 1221 Franziskaner kommen nach Speyer und errichten ein Kloster, auf dem Stadtplan von 1730 wird es als Barfüßerkloster bezeichnet, Auflösung des Klosters nach der Eroberung Speyers durch Revolutionstruppen, nach 1797 Abbruch der leerstehenden Gebäude Verpachtung des Landes, 1804 Klostergelände (Rekollekten-Kloster in der Thiermaktgasse) wird ebenso wie Ländereien des Klosters an Privatleute (meist die vorherigen Pächter) verkauft, das Kloster lag zwischen Ludwigstraße, Herdstraße, Allerheiligenstraße und Mönchsgasse, heute steht dort das Gebäude des ehemaligen Stiftungskrankenhauses |
| St. Georg                                                                   | vor 1030                         | nach 1697                            | ein Torbogen in der St.-Georgen-Gasse, Turm / Läutturm für die Dreifaltigkeitskirche | innere Stadt (ehemaliger Standort)                                         | 1260 Gründung des St. Georgsspital als Konkurrenz zum Spital bei der Stephanskapelle, die St. Georgskirche existierte spätestens seit 1516, 1555 Kirche und Spital werden evangelisch Zerstörung der Kirche und des Spitals 1689 im Stadtbrand, Wiederaufbau des Spitals nach der Neubesiedlung Speyers, 1799 Zusammenlegung der wohltätigen Institutionen und Stiftungen in zwei Stiftungen, Georgsspital gehört zum Bürgerspital, 1836 Verlegung des Bürgerspitals, 1822 Wiederaufbau des Turms, Einbau eines aus drei Glocken bestehenden Geläuts mit Uhr für welches der Dachreiter der Dreifaltigkeitskirche zu klein war, 2. Juli 1891 Zerstörung durch ein Feuer, anschließender Wiederaufbau des Turmes und Anfertigung neuer Glocken, 1917 Einschmelzung der Glocken zu Kriegszwecken, 1924 neue Glocken, welche im Zweiten Weltkrieg zerstört wurden, 1964 neues Geläut |
| Stift St. Guido und St. Johannes (im Volksmund Weidenstift oder St. Weiden) | 1030                             | nach 1697 in Teilen                  | Kirche / seit 2011 Synagoge Beith-Schalom | innere Stadt (ehemaliger Standort der mittelalterlichen Klosterkirche)     | 1030 Gründung als St. Johannesstift durch Konrad. II unweit der Stelle an der zu römischer Zeit der Venustempel stand; 1047 Heinrich IV. bringt die Reliquien des Hl. Guido nach Speyer, Stift wird in St. Guido umbenannt; Ausbau der Kirche Im 15. Jahrhundert; 1689 legen die französischen Truppen hier den Stadtbrand; Wiederaufbau der Kirche nach der Rückkehr der Speyrer; 1794 Plünderung durch Revolutionstruppen; 1797 Umwandlung zur Krappmühle; 1801 Auflösung des Stifts; 1830 letzter Teil der mittelalterlichen Kirche durch Brand zerstört, 1922 bis 1991 Missionshaus des Spitalerordens nach Neubau der Stiftsgebäude, 1935 Neubau der Kirche, 2011 zur Synagoge Beith-Schalom umgebaut |
| St. Jakob                                                                   | 11. Jahrhundert                  | nein, blieb Ruine                    | keine, nur der Jakobsbrunnen an der Ecke Heydenreichstraße/Hellergasse, bis 1889 hieß zudem die heute nach Ludwig Heydenreich benannte Heydenreichstraße Jakobsgasse / – | innere Stadt (ehemaliger Standort)                                         | wurde im 11. Jahrhundert als 30 m Länge und 20 m Breite Saalkirche errichtet, erhielt später in Anlehnung an den Dom einen 30 m hohen Turm, im Stadtbrand 1689 abgebrannt, blieb beim Wiederaufbau der Stadt eine Ruine, 1830 erfolgte die Errichtung einer Synagoge auf dem Gelände der Kirche, 1938 wurde die Synagoge in der Reichspogromnacht zerstört und später abgerissen, heute steht dort der hintere Teil des Kaufhofs |
| St. Johannes                                                                | 11. Jahrhundert                  | 1770 (nur notdürftig)                | keine, nur der Straßenname Johannesstraße / – | innere Stadt (ehemaliger Standort)                                         | wurde im 11. oder späten 12. Jahrhundert als Pfarrkirche in Form eines romanischen Saalbaus mit Chor und nördlichem Chorflankturm errichtet, Zerstörung im Stadtbrand von 1689, 1770 notdürftige Reparatur der nun zum Domstift gehörenden Kirche, von Revolutionstruppen verwüstet, dann verstaatlicht und verpachtet, 1803 Verkauf der Kirche und der zugehörigen Gebäude, Anfang 19. Jahrhundert abgerissen, heute Standort des Stadtarchivs Speyer |
| St. Moritz                                                                  | 9. oder 10. Jahrhundert          | nein, blieb Ruine                    | keine / – | innere Stadt (ehemaliger Standort)                                         | 9. oder 10. Jahrhundert Bau der romanischen St. Moritzkirche als Pfarrkirche, 14. Jahrhundert Neubau im spätromanischen Stil mit etwa 40 Meter Länge, 25 Meter Breite, 20 Meter Höhe und einem 60 Meter hohen spitzhelmigen Westturm, zwischen 1422 und 1468 Stift St. German wird zu dieser Kirche verlegt und in Stift St. German und Moritz (auch St. Germanus und Maurizius genannt) umbenannt, Umbau der Kirche, 1689 zerstört und nicht wiederaufgebaut, Stift existiert formal weiter, im Verlauf der Revolution säkularisiert und verpachtet, 1803 Verkauf des früheren Stiftseigentums, 1806 Abbruch des Stifts unter der Französischen Herrschaft und Errichtung des Königsplatzes auf dem Areal der Kirche |
| St. Peter                                                                   | vor 1157                         | nein, blieb Ruine                    | Ein Chorstrebepfeiler und Teile der Westwand im Haus Allerheiligenstraße 21 | innere Stadt, nahe dem Allerheiligenstift (ehemaliger Standort der Kirche) | Gründung durch Hansen von Ernberg östlich des Allerheiligenstifts, 1157 Einweihung frühromanischen Kirche 12. Jahrhundert Erneuerung der Kirche, 30 m Länge, 12 m Breite mit 30 m hohem Turm, Umbau in gotischer Form, Zerstörung 1689, 1803 Verkauf der Kirchenruine zusammen mit dem Bauplatz des Allerheiligenstifts später Abriss der Ruine und Integration der Reste in ein Wohnhaus |
| Retscher                                                                    | 13. Jahrhundert                  | nein, blieb Ruine                    | Ruine neben der Dreifaltigkeitskirche / Veranstaltungsort beim Altstadtfest | innere Stadt (Standort)                                                    | im 13. Jahrhundert errichtetes Patrizierhaus der 1241 erstmals erwähnten Familie Retschelinus, 27. Oktober 1495 vom Domkapitular an die Stadt Speyer verkauft, wird von der Stadt als Archiv und Bibliothek genutzt, 1628 bis 1648 Nutung als Betsaal der lutherischen Gemeinde, Gebäude brennt im Stadtbrand 1689 aus, im Bereich des ehemaligen Gartens wird die Dreifaltigkeitskirche errichtet, heute ist nur die Ruine eines Gebäudeteils mit zwei übereinanderliegenden Sälen erhalten |
| Ägidienkirche                                                               | 1625                             | nein, da unzerstört                  | Mauern der Saalkirche mit Loretokapelle / seit 1979 Ägidienhaus neben der Kirche St. Joseph | Gilgenvorstadt (Standort)                                                  | ursprünglich 1148 als Teil des Augustinerklosters errichtet, 1529 Johann Willing predigt zur reformistischen Gemeinde, 1623 Kapuziner erhalten die Kirche, 1625–28 Neubau der Kirche als Saalkirche nördlich der ursprünglichen Position und Errichtung eines neuen Klosters, 1627 Vertreibung der Kapuziner, Reformisten erhalten das Kloster, Kirche blieb von der Zerstörung im Stadtbrand verschont, nach 1697 Rückkehr der Mönche, endgültige Aufgabe des Klosters nach der Revolution, 1835 Säkularisierung, anschließend Nutzung als Tabakmagazin. |
| Karmeliterkloster                                                           | 1294                             | nein, da unzerstört                  | keine, nur der Straßenname Karmeliterstraße | Gilgenvorstadt (Standort)                                                  | 1294 Klostergründung, 1632 Zerstörung durch die Schweden, 1689 blieb es von der Zerstörung verschont, da das Kloster dem Kommandanten der französischen Truppen als Hauptquartier diente und sich darüber hinaus der Ouardian des Klosters Gerhardus beim Marschall de Duras und General Montclar für die Erhaltung einsetzte, 1747 Abriss des Klosters wegen Baufälligkeit, 1749 Neubau, Auflösung des Klosters und Verpachtung des Geländes nach der Revolution, 1803 verkauf des Klosters und dessen Besitzungen an die Pächter, bald darauf Abriss der Gebäude und Errichtung des königlichen Salzmagazins auf den Trümmern, das Kloster befand sich auf dem Areal zwischen Karmeliterstraße, Gilgenstraße und Großer Gailergasse |
| Kloster St. Magdalena                                                       | 1225                             | 1697                                 | Kirche / an das Kloster war früher eine Grundschule (heute Salierschule) angegliedert, in deren Räumen sich jetzt musikalische Schule befindet | Vorstadt überm Hasenpfuhl (Standort)                                       | 1225 Nonnen vom Orden der Reuerinnen aus St. Leon erhalten vom Bürger Walter von der Haardt und dessen Frau Edelinde durch eine Stiftung sämtliche Einkünfte, 1304 auf Bitten der Schwestern Anschluss an den Dominikanerorden durch Papst Benedikt XI., 1689 Zerstörung des Klosters durch die Franzosen, Priorin Maria von Werdt flieht mit 7 Schwestern und diversen Kostbarkeiten nach Straßburg, die übrigen Nonnen fliehen in andere Klöster, 1697 Wiederaufbau nach Rückkehr der Priorin und einiger Nonnen, 1792 Kloster von Franzosen geplündert, Nonnen fliehen, Versteigerung des Klosters für 700 Gulden, 1807 Rückkauf durch die Nonnen, 1828 Wiedereinrichtung des Klosters, Kloster übernimmt die Mädchenbildung, 1937/1938 Flucht einiger Nonnen nach Peru und Brasilien und Gründung von Schulen, 2010 Nonnen geben Grundschule Klosterschule mangels Nonnennachwuchs ab, Umwandlung der Grundschule zur Salierschule und gleichzeitige Verlegung der Schule an den Mausbergweg, ab 2012 wurde in den Räumen der ehemaligen Grundschule eine musikalische Schule eingerichtet |
| St. Markus                                                                  | vor 1195                         | nein, blieb Ruine                    | keine, nur der Name St.-Markus-Straße | vor dem Markustor der Markusvorstadt (Standort)                            | im vor 1159 außerhalb der Stadt an einer Ausfallstraße in der Nähe eines Rheinarms als etwa 40 m lange und etwa 25 m breite Pfarrkirche im romanischen Stil errichtet, verfügte über eine Schutzmauer, 1159 Kirche geht an Germanstift über im 13. Jahrhundert Erneuerung der Kirche im gotischen Stil und Entstehung der wenig später ummauerten St.-Markus-Vorstadt entlang der Straße zur Kirche (heute St.-Markus-Straße), Kirche befindet sich vor dem Marxentor (heute Ecke St.-Markus-Straße und Karl-Leiling-Allee), 1317 Übergabe der Kirche durch Germanstift an Wilhelmiten, später Aufgabe des Klosters und Einsturz der Klostergebäude kurz danach, 1468 Teilabbruch der Ruinen nach der Verlegung des Germanstifts in die Stadt und Verwendung des Materials für die neuen Gebäude, 1546 Abbruch der übrigen Ruinen, da „die Speyerer Bürger wegen der Religionsunruhen eine Belagerung befürchteten“, Kirche blieb im Dreißigjährigen Krieg unbeschädigt und wird nur noch „jährlich auf St. Markus Tag mit einer feierlichen Prozession besucht bis auch sie endlich bei dem furchtbaren Brande welcher die Stadt im Jahre 1689 verwüstete zerstört und in einen traurigen Aschehaufen verwandelt wurde“, laut Wolfgang Eger wurde 1555 die Kirche den Lutheranern zugeteilt und im Stadtbrand nicht beschädigt, allerdings musste die Gemeinde aufgrund des schlechten baulichen Zustands der Kirche nach St. Peter umziehen, um 1800 abgebrochen |
| Friedhofskapelle                                                            | 1515                             | nein, da unzerstört                  | vollständig / Traukapelle im Adenauerpark | Altspeyer, nahe dem Guido-Stift (Standort)                                 | 1515–16 erbaut, erhielt 1520 einen Ölberg, keine Schäden durch Stadtbrand und französische Revolution, Kapelle wurde nach Reformation den Lutheranern zugesprochen, war bis zur Einweihung der Dreifaltigkeitskirche 1717 einzige lutherische Kirche in Speyer, 1953/54 Errichtung der Bernhardskirche in unmittelbarer Nachbarschaft zur Kapelle |
| St. Martin                                                                  | 12. Jahrhundert                  | nein, da bereits vor 1689 abgerissen | keine, nur Straßenname Martinskirchenweg, früher auch der Straßenname Martinsgasse (heute südlicher Teil des St-Klara-Kloster-Wegs) | Altspeyer (ehemaliger Standort)                                            | ging aus einer Kapelle aus dem 12. Jahrhundert hervor, befand sich in unmittelbarer Nähe zum Franziskanerinnenkloster im Stadtteil Altspeyer, bei der Kirche lebten Beguinen, Beguinenklause 1439 erstmals urkundlich erwähnt, 1482 Beguinen erhalten „eine neue Ordnung“ durch den Speyrer Bischof Ludwig, werden dem Augustinerorden zugeordnet, unterstehen so zwar dem Generalvikar, dürfen sich aber Oberin, die dem Bischof Treue schwören muss, und Beichtvater selbst aussuchen, 1492 bischöfliche Anordnung, keine Anweisungen des Augustinerpriors zu Höningen anzunehmen, 1514 Bischof Georg bestätigt Regeln, 1524 predigte in St. Martin Werner von Goldberg die Neulehre, Zerstörung von Altspeyer samt Kloster infolge des Dreißigjährigen Krieges durch die Schweden, anschließend Errichtung eines notdürftigen Hauses für die Schwestern in den Ruinen des Klosters, trotz mehrerer Versuche der Schwestern und des Bischofs reicht das Geld nicht für einen Wiederaufbau, 1685 siedeln verbliebene Schwestern in Klara-Kloster über und dürfen nach ihren Regeln weiterleben, Stiftungen und Landbesitz werden an Klara-Kloster übergeben, Ruinen eingeebnet |
| St.-Klara-Kloster                                                           | 1222 oder Anfang 14. Jahrhundert | nein, da unzerstört                  | keine, nur Straßenname St.-Klara-Klosterweg / – | Altspeyer, nahe dem Nonnenbach (ehemaliger Standort)                       | Klarissen siedeln 1299 von Oggersheim nach Speyer über und gründen einige Jahre danach, laut Fritz Klotz 1310 auf einem Hof in Altspeyer das Kloster, 1688 Vertreibung der Nonnen auf Befehl des Generals Montclar, Klostergebäude dienen als Unterkunft für die Soldaten, vier Nonnen kehren wieder zurück und dürfen mit Erlaubnis des Marschalls im Chor der Kirche schlafen, Verschonung des Klosters bei der Zerstörung Speyer nach Bitten der Nonnen, welche auch nach der Zerstörung Speyers im Kloster bleiben dürfen, 1792 Kloster auf Bitte der Nonnen von Verwüstung verschont, 1798 Auflösung des Klosters und Verpachtung der Gebäude, 1803 Verkauf der Gebäude an Privatpersonen später zeitweise Wohnstätte für Tagelöhner, letzte Gebäude fallen 1870 einem Brand zum Opfer |
| Heilig-Grab-Kloster                                                         | nach 1149                        | nur das Lazarett                     | keine, Ruinen fielen dem Ausbau der Wormser Heerestraße (heute Wormser Landstraße) zum Opfer, heute steht auf einem Teil des Areals eine Tankstelle | Altspeyer, an der Diebesbrücke (ehemaliger Standort)                       | parallel zu dem Bernhard von Clairvauxs Rede an Weihnachten 1148 im Speyerer Dom in der er aufrief ins Heilige Land zu pilgern, brechen zwei reiche Speyrer Bürger zu einer Wallfahrt zum Heiligen Grab in Jerusalem auf, nach erfolgreicher Rückkehr: Errichtung einer „Kirche und Begräbnisstätte ganz nach dem Vorbild des heil[igen] Grabeskirche zu Jerusalem“ am Ende der Vorstadt Altspeyer nahe der Diebesbrücke (heute etwa die Brücke der Wormser Landstraße über den Nonnenbach vor der Kreuzung Rauschendes Wasser) und Stiftung eines Konvents für Frauen, Konvent vollendet die Kirche, während bereits die Pilger herbeiströmen, Pilger berichten diese Kirche gleiche der in Jerusalem, Anfang 13. Jahrhundert: Nonnen müssen Klosterverwaltung abgeben, nachdem sie die Gebäude aufgrund der Geldknappheit vernachlässigen, 1207 Kloster mit komplettem Besitz wird von Bischof mit Zustimmung von Domkapitel und Bürgerschaft an das Kloster der Brüder vom Heiligen Grab zu Denkendorf nahe Stuttgart übergeben, nach Tod oder Umsiedlung der Nonnen: Gründung eines Konvents der Brüder vom Heiligen Grab im ehemaligen Nonnenkonvent, welches aber unter der Kontrolle des Speyrer Bischof steht, nach Gründung erhält Konvent große Zuwendungen unter anderem von Kaiser Friedrich II. der den Chorherren Abgabenfreiheit bescheinigt und ihnen 1214 das Patronat von Kirchheimbolanden übergibt, 1565 tritt der Prior zum neuen Glauben über und wird dafür 1574 von Rom aus auf Bitten des Speyrer Bischofs abgesetzt, 1630 wird das Konvent auf Drängen des Konstanzer Bischofs aufgelöst und zu einem Lazarett umfunktioniert, 1689 Zerstörung der Gebäude und anschließender Wiederaufbau des Lazaretts, 1811 Abriss der Gebäude für den Bau der Wormser Heeresstraße |
| St. German in Campo                                                         | 11. Jahrhundert                  | nein, da bereits vor 1689 abgerissen | keine, nur der Name Germansberg für die Erhebung, auf der sich das Kloster befand, und indirekt der Straßenname St.-German-Straße, da sich in der Straße, genaugenommen an der Kreuzung St.-German-Straße und Lindenstraße das äußere Germanstor befand, von dem aus eine Ausfallstraße zum Kloster führte (ehemaliger Standort) | „in Campo“ (vor den Toren der Stadt)                                       | lag vor den Toren der Stadt auf dem Germansberg in der Nähe des heutigen Priesterseminars Speyer, existierte bereits zur Zeit der Merowinger, wurde damals auf oder bei einem Römischen Merkurtempel errichtet, 1100 Umwandlung in Chorherrenstift, besaß mehrere Kirchen in Speyer, 1317 Germansstift übergibt 1157 erhaltene Markuskirche den Wilhelmitern, 1321 Stift gibt die Stephanskapelle an die Deutschherren ab, 1422 Stift durch die Bürgerschaft zur Räumung des Vorfeldes der Stadt zerstört, 1462 gotischer Neubau abgebrannt 1468 Umzug des Klosters zur damals verfallenen St. Moritzkirche und dort Neuaufbau des Stifts als Stift St. German und Moritz, 1485 Abbruchfreigabe für die Klostergebäude, letzte Reste wurden erst im 19. Jahrhundert beseitigt |